# Кротов (шхуна, 1834)
«Кротов» — парусная шхуна Беломорской флотилии России, участник двух экспедиций к архипелагу Новая Земля, в некоторых источниках судно относят к шлюпам.

## Описание судна
Длина шхуны составляла 10,7 метра, а экипаж состоял из восьми человек. В некоторых источниках судно фигурирует как шлюпам. Судно было построено специально для экспедиции, предпринятой по поручению Морского министерства для исследования архипелага Новая Земля, и названо в память о лейтенанте В. А. Кротове — участнике Арктической экспедиции, командире шхуны «Енисей», погибшей при невыясненных обстоятельствах в 1833 году со всем экипажем у пролива Маточкин Шар.

## История службы
Шхуна «Кротов» была спущена на воду на Соломбальской верфи в 1834 году, вошла в состав Беломорской флотилии России.
24 июля (5 августа) 1834 года шхуна вышла из Архангельска по направлению к архипелагу Новая Земля. 26 августа (7 сентября) подошла к проливу Маточкин Шар и взяла курс на восток. С 31 августа (12 сентября) шхуна продвигалась во льдах. Из-за слишком высокой плотности льдов, окружающих архипелаг, экспедиции пришлось устроиться на зимовку на западном берегу Новой Земли в устье реки Чиракина на острове Южный, куда судно прибыло 17 (29) сентября. Летом следующего 1835 года экипаж шхуны продолжил исследование восточного берега Новой Земли, а 7 (19) октября 1835 года экспедиция вернулась в Архангельск. В результате экспедиции был описан Маточкин Шар и большая часть восточного берега Новой Земли до 75° северной широты, а также произведены, как во время плавания, так и во время зимовки, астрономические, метеорологические, магнитные и геогностические наблюдения.
22 июня (4 июля) 1837 года шхуна вновь покинула Архангельск, на этот раз с экспедицией академика К. М. Бэра, снаряжённой Императорской академией наук для зоологических и ботанических исследований острова Новая Земля, и 17 (29) июля подошла к Новой Земле. До 31 августа (12 сентября) на шхуне выполнялись гидрографические работы в проливах Маточкин Шар и Костин Шар, после чего судно покинуло архипелаг и 11 (23) сентября вернулось в Архангельск.
В 1843 году судно было продано на слом.

## Командиры
Командирами парусной шхуны «Кротов» в составе Российского императорского флота в разное время служили:
- подпоручик корпуса флотских штурманов П. К. Пахтусов (1834—1835 годы)[9];
- прапорщик корпуса флотских штурманов А. К. Циволька (1837 год)[10].